# Église Saint-Georges de Bečej
Pour les articles homonymes, voir Église Saint-Georges.
L'église Saint-Georges de Bečej (en serbe cyrillique : Црква Светог Ђорђа у Бечеју ; en serbe latin : Crkva Svetog Đorđa u Bečeju) est une église orthodoxe serbe située à Bečej, dans la province de Voïvodine et dans le district de Bačka méridionale en Serbie. Elle est inscrite sur la liste des monuments culturels de grande importance de la république de Serbie (identifiant no SK 1188).

## Présentation
L'église a été construite entre 1851 et 1858 sur des plans de Jovan Somborski et Andrija Šmaus. Elle est constituée d'une nef unique prolongée par une abside polygonale ; la zone du chœur est visible sur les façades latérales. L'accent est mis sur la façade occidentale qui est dotée d'un portique ouvert aussi large que la nef et qui est dominée par trois clochers, dont un clocher central de deux étages ; quatre colonnes aux chapiteaux corinthiens supportent une architrave surmontée d'un fronton rectangulaire doté d'un oculus ; la façade est également décorée de motifs floraux encadrant les ouvertures.
L'intérieur de l'édifice est dominé par l'iconostase, réalisée dix ans après l'église par le maître sculpteur Kistner de Vienne ; elle a été peinte entre 1889 et 1893 par Uroš Predić ; ces icônes sont considérées comme figurant parmi les meilleures œuvres de la première manière de cet artiste.